# Gorbio
Gorbio település Franciaországban, Alpes-Maritimes megyében. Lakosainak száma 1568 fő (2022. január 1.). Gorbio Menton, Peille, Roquebrune-Cap-Martin és Sainte-Agnès községekkel határos.

## Népesség
A település népességének változása:
| Lakosok száma | 644  | 576  | 930  | 1279 | 1307 | 1387 | 1549 | 1493 | 1485 | 1568 |
|               | 1968 | 1982 | 1990 | 2006 | 2013 | 2015 | 2017 | 2019 | 2020 | 2022 |